# Stati Generali della Repubblica delle Sette Province Unite

Arma degli Stati Generali

Gli Stati Generali della Repubblica delle Sette Province Unite (in olandese Staten-Generaal), o Stati Generali dell'Aia, costituirono (in teoria) il corpo supremo delle istituzioni repubblicane della Repubblica delle Sette Province Unite, dalla proclamazione dell'indipendenza dalla Spagna, all'invasione francese del 1795, che mise fine all'esistenza di quella Repubblica.

## Origini
L'espressione "Stati Generali" ha origine medievale con riferimento ai Paesi Bassi, alle convocazioni dei rappresentanti delle province appartenenti ai Duchi di Borgogna.  Il primo ebbe luogo a Bruges, il 9 gennaio 1464, su iniziativa del duca Filippo III il Buono.  Seguirono altre riunioni, convocate su base più o meno regolare, tenute nel castello di Coudenberg, presso Bruxelles (nell'allora Brabante).
A differenza del parlamento inglese, sostanzialmente coeso nella sua struttura, gli Stati Generali dei Paesi Bassi erano un corpo composito, formato dai rappresentanti di ben diciassette province, particolarmente gelose delle loro autonomie e dei loro privilegi: un organismo comune
avrebbe dovuto assicurare l'espressione unitaria degli interessi del paese, ma le sue decisioni potevano essere respinte dagli Stati Provinciali, organi rappresentativi delle singole province e dalle città. Il rapporto fra gli Stati Generali ed il potere monarchico, già dialettico sotto il dominio della dinastia del Duchi di Borgogna, divenne estremamente problematico sotto gli Asburgo di Spagna.
La concezione imperiale del potere di Carlo V, originario di Gand, si era riflessa nella tolleranza seguita anche sotto il governatorato di Margherita d'Austria; il cambio di gestione, impresso da Filippo II, produsse lo scoppio di quella drammatica guerra civile che avrebbe visto nel 1567 la durezza del Duca d'Alba: la decapitazione a Bruxelles di Lamoral, conte di Egmont e Philip de Montmorency, conte di Horn, violava anche simbolicamente i privilegi degli Stati generali, visto che i due nobili ne facevano parte ma non godettero neppure del relativo aforamiento, finendo processati e condannati dal Consiglio dei torbidi.

## Evoluzione

### L'Atto di Abiura del 1581
Dopo l'Atto d'Abiura del 26 luglio 1581, la dichiarazione di indipendenza dal Regno di Spagna di Filippo II, ciascuna delle sette province ribelle costituì i propri Stati Generali, che presero il posto del sovrano quale suprema autorità dello Stato e, al contempo, autorità governativa delle province ribelli, ormai note come Unione dei Paesi Bassi.

### Formalizzazione dell'Assemblea
Nel 1593, vennero costituiti gli Stati Generali dei Paesi Bassi. Essi riunivano i rappresentanti di ciascuno dei sette Stati Generali delle sette province: Olanda, Zelanda, Utrecht, Gheldria, Overijssel, Frisia, e Groninga. Questi ultimi presero, da allora, ad essere chiamati Stati Provinciali, ma conservarono gran parte dei propri poteri e della propria autonoma capacità di influenza. L'assemblea era costituita da 12 rappresentanti di cui 3 designati dall'Olanda, 2 ciascuno designati rispettivamente da Zelanda, Frisia e Gheldria ed uno ciascuno quali rappresentanti di Groninga, Utrecht e Overijssel. Drenthe, nonostante fosse di fatto l'ottava provincia della repubblica, non fu mai elevata a rango di provincia e non ebbe mai diritto di essere rappresentata agli Stati Generali. Gli Stati Generali dei Paesi Bassi si riunivano, allora come oggi, nella città dell'Aia, nella provincia d'Olanda.

### Ambiti di autorità riservati
L'autorità degli Stati Generali dei Paesi Bassi non riuscì mai ad imporsi ai singoli 'Stati Provinciali', particolarmente quelli delle province più ricche, come l'Olanda. A parziale mitigazione, l'assemblea aveva particolare potestà su due rilevanti ambiti di potere:
- Circa 20% del territorio della Repubblica delle Sette Province Unite, però, non godeva di tali diritti, non essendo parte di una delle sette Province, ma facendo parte dei territori delle generalità (in olandese Generaliteitslanden): generalmente si trattava di territori conquistati in epoca più tarda quali ad esempio Brabante Settentrionale, Fiandre settentrionali e Maastricht.
- Lo stesso valeva per la Compagnia Olandese delle Indie Orientali e la gemella Compagnia Olandese delle Indie Occidentali, anch'esse poste sotto una supervisione 'generale', come testimonia, ancor oggi, la denominazione dell'isola di Staten Island, presso l'antica colonia olandese di Nuova Amsterdam (oggi New York), oppure l'assai meno nota ma omonima Isola degli Stati, in Argentina, che vennero battezzate proprio con il nome degli 'Stati Generali' (Staten-Generaal).

### Cessazione
L'8 gennaio 1795 l'armata del generale Pichegru attraversò il fiume Waal gelato. Alla notizia i comitati rivoluzionari olandesi diedero vita alla cosiddetta Seconda Rivoluzione batava e proclamarono la Repubblica Batava. La fuga in esilio dello statolder Guglielmo V, il 18 gennaio, pose fine all'esistenza della Repubblica delle Sette Province Unite, mentre veniva proclamata la Repubblica Batava.
Purtuttavia, i suoi Stati Generali, ancorché largamente rinnovati nella loro composizione, sopravvissero alcuni mesi. Una nuova assemblea venne convocata e si riunì il 1º marzo 1796, ma sotto il nome di Assemblea Nazionale, secondo il modello dell'omonima assemblea di Parigi che, il precedente 26 ottobre 1796, aveva sostituito la precedente Convenzione Nazionale.

## Successivi sviluppi
La denominazione di Stati Generali venne recuperata da Guglielmo, figlio del fuggitivo statolder Guglielmo V del 1795, quando questi poté rientrare nei Paesi Bassi, il 30 novembre 1813, un mese e mezzo dopo la sconfitta di Napoleone il Grande alla battaglia di Lipsia.
Oltre un anno più tardi, nel 1815, Guglielmo V concesse una costituzione, che prevedeva l'elezione, a suffragio ristretto, di un parlamento ribattezzato, appunto, Stati Generali, benché avesse pochissimo a che fare con quell'antica istituzione.